# Villar del Ala
Villar del Ala – gmina w Hiszpanii, w prowincji Soria, w Kastylii i León, o powierzchni 11,7 km². W 2011 roku gmina liczyła 56 mieszkańców.